# カザーレ・モンフェッラート
カザーレ・モンフェッラート（イタリア語: Casale Monferrato）は、イタリア共和国ピエモンテ州アレッサンドリア県にある、人口約3万4000人の基礎自治体（コムーネ）。
ポー川南岸に位置する都市で、県内では県都アレッサンドリアに次いで第二位のコムーネ人口を有する。

## 地理

### 位置・広がり
アレッサンドリア県北西部、モンフェッラート地方に位置するコムーネ。カザーレ・モンフェッラートの町はポー川南岸に位置し、ヴェルチェッリから南へ21km、県都アレッサンドリアから北北西へ約28km、州都トリノから東へ約60km、ミラノから南西へ約69kmの距離にある。

#### 隣接コムーネ
隣接するコムーネは以下の通り。PVはパヴィーア県所属、VCはヴェルチェッリ県所属を示す。
- バルツォラ
- ボルゴ・サン・マルティーノ
- カマーニャ・モンフェッラート
- カンディア・ロメッリーナ (PV)
- コニオーロ
- コンツァーノ
- フラッシネート・ポー
- モラーノ・スル・ポー
- モッタ・デ・コンティ (VC)
- オッチミアーノ
- オッツァーノ・モンフェッラート
- ポンテストゥーラ
- ロジニャーノ・モンフェッラート
- サン・ジョルジョ・モンフェッラート
- テッルッジャ
- ヴィッラノーヴァ・モンフェッラート

### 地震分類
イタリアの地震リスク階級 (it) では、4 に分類される
。

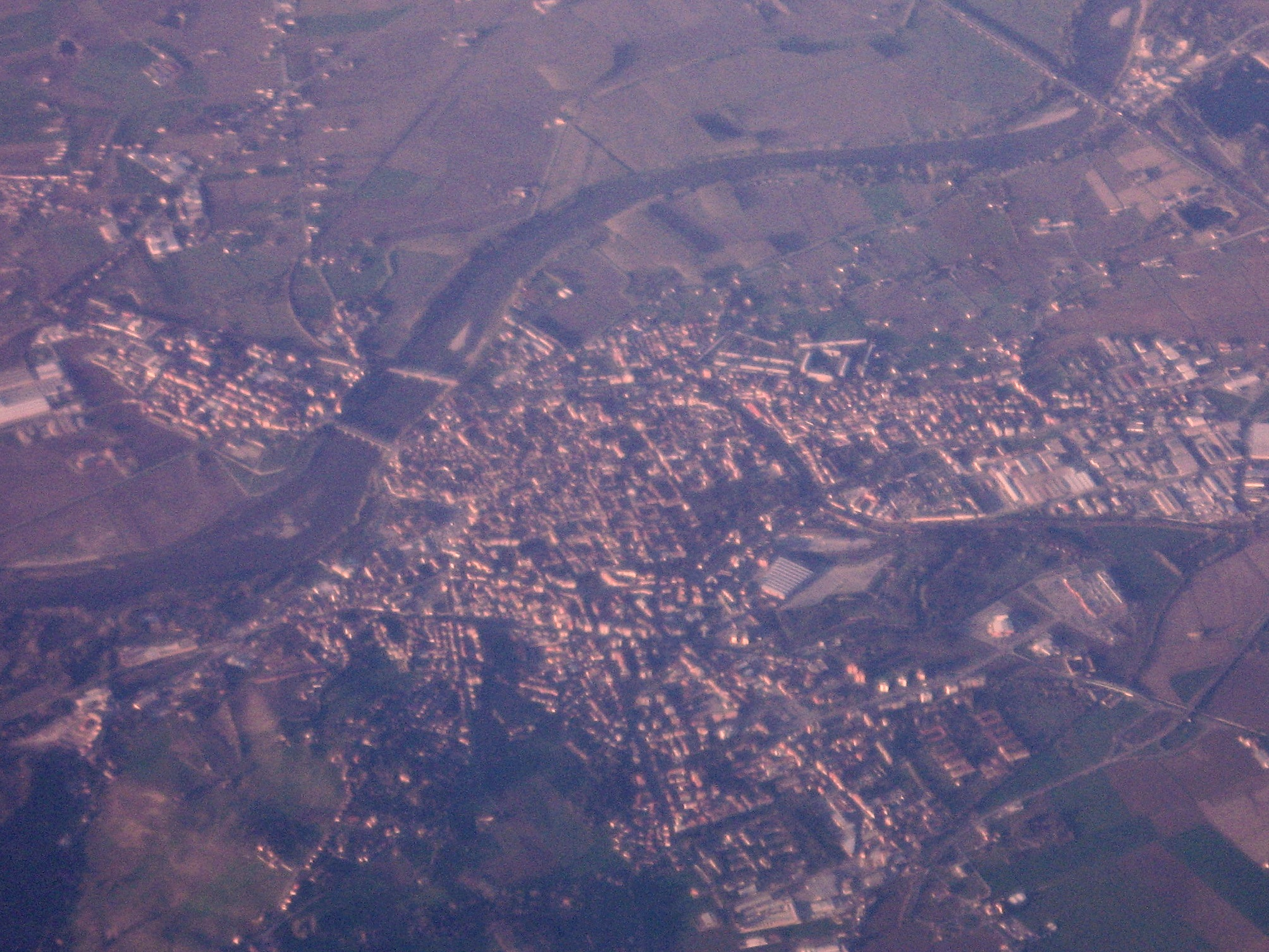
空撮画像

| ピエモンテ州における位置 | アレッサンドリア県概略図 |

## 行政

### 分離集落
カザーレ・モンフェッラートには、以下の分離集落がある。
- Casale Popolo, Rolasco, Roncaglia, San Germano, Santa Maria del Tempio, Terranova Monferrato, Vialarda

## 産業
1907年から1985年まで、スイスの建材メーカーであるエタニット社の石綿管製造工場が存在した。青石綿を使った石綿管の製造は、労働者に中皮腫などの健康被害を発生させたことから1985年に工場は閉鎖している。

## 姉妹都市
- トルナヴァ、スロバキア 1967年
- Weinstadt、ドイツ 2007年
- ペスカーラ、イタリア 2009年
- マントヴァ、イタリア 2010年
- ジロカストラ、アルバニア 2010年

## 人物

### 著名な出身者
- カザーレのウベルティーノ（英語版） - 13-14世紀のフランシスコ会修道士、スピリトゥアル派指導者
- ファチーノ・カーネ（英語版） - 14-15世紀の傭兵隊長
- ルイージ・カニーナ（英語版） - 19世紀の考古学者・建築家
- ジョヴァンニ・ランツァ（英語版） - 19世紀の政治家。1869年から1873年まで首相を務めた。
- アスカニオ・ソブレロ - 19世紀の化学者。ニトログリセリンを合成
- レオナルド・ビストルフィ（英語版） - 19-20世紀の彫刻家
- ウーゴ・カヴァッレーロ - イタリア王国の軍人
- チェーザレ・マリーア・デ・ヴェッキ（英語版） - 20世紀の政治家。「ファシスト四天王」の一人。